# Baumhaueria saturmae
Baumhaueria saturmae är en tvåvingeart som beskrevs av Robineau-desvoidy 1863. Baumhaueria saturmae ingår i släktet Baumhaueria och familjen parasitflugor.
Artens utbredningsområde är Frankrike. Inga underarter finns listade i Catalogue of Life.